# Bohumír Štědroň (Musikwissenschaftler)
Bohumír Štědroň (* 30. Oktober 1905 in Vyškov; † 24. November 1982 in Brünn) war ein tschechischer Musikwissenschaftler und Pianist.
Bohumír Štědroň gehört einer Musikerfamilie an. Sein Vater František Štědroň war Kapellmeister und Musiklehrer, sein Sohn, der Wirtschaftswissenschaftler Bohumír Štědroň wurde auch als Pianist bekannt, seine Tochter Stanislava Střelcová gleich ihm als Musikwissenschaftlerin. Sein Neffe Miloš Štědroň, Sohn seines Bruders Miloš, ist Komponist und Musikpädagoge; ein Sohn seines Bruders Jan, Jiří Štědroň, ist Sänger, dessen jüngster Sohn Jan Štědroň Flötist und Musikpädagoge; sein Enkel ist der Dirigent Jaroslav Kyzlink.
Štědroň schloss 1924 das Gymnasium ab und besuchte danach das Lehrerbildungs-Institut in Brünn. Von 1925 bis 1927 unterrichtete er Gesang am Gymnasium von Vyškov, danach studierte er Geschichte und Geographie an der Universität Brünn. Er unterrichtete diese Fächer in Brünn und studierte parallel dazu Musikwissenschaft bei Vladimír Helfert.
Von 1939 bis 1945 und 1950–52 unterrichtete Štědroň am Konservatorium von Brünn, ab 1945 auch an der Brünner Universität (damals „Univerzita Jana Evangelisty Purkyně“), wo er ab 1963 ordentlicher Professor war. Von 1956 bis 1959 wirkte er zudem als externer Dozent für Musikgeschichte an der Musikfakultät der Akademie der musischen Künste in Prag. Er publizierte vorwiegend zu musikpädagogischen Themen und machte sich einen Namen als Lexikograph.
Als ausführender Musiker absolvierte Štědroň eine Ausbildung in Musiktheorie bei Josef Blatný (1925–28) und studierte Klavier bei Vilém Kurz (1926–29) und absolvierte 1926 in Prag eine staatliche Prüfung in den Fächern Klavier und Chorgesang. Er wirkte als Chorleiter und mit seinen Brüdern Jan und Miloš als Kammermusiker und spielte im Rundfunk Cembalokonzerte von Georg Anton Benda. In Wien nahm er 1956 Cembalostücke tschechischer Komponisten auf, und mit dem Mährischen Bläserquintett spielte er bei Radio Brünn Leoš Janáčeks Mährische Volksweisen ein.

## Quelle
- Český hudební slovník osob a institucí - Štědroň, Bohumír 1)

| Personendaten    | Personendaten                      |
| ---------------- | ---------------------------------- |
| NAME             | Štědroň, Bohumír                   |
| KURZBESCHREIBUNG | tschechischer Musikwissenschaftler |
| GEBURTSDATUM     | 30. Oktober 1905                   |
| GEBURTSORT       | Vyškov                             |
| STERBEDATUM      | 24. November 1982                  |
| STERBEORT        | Brünn                              |